# Ministerul Integrării Europene (România)
Ministerul Integrării Europene a fost un organ de specialitate al administrației publice centrale, cu personalitate juridică, în subordinea Guvernului, care asigura fundamentarea și coordonarea procesului de pregătire a aderării României la Uniunea Europeană, participa la coordonarea la nivel național a procesului de luare a deciziilor și adoptare a pozițiilor României în problematica afacerilor europene, elabora și coordona implementarea strategiei de dezvoltare regională.
Ministerul a fost desființat la data de 4 aprilie 2007. Succesorul acestuia a fost Departamentul Afacerilor Europene (2007-2011), aflat în subordinea primului ministru, și condus de un secretar de stat. Pe 20 septembrie 2011 Departamentul Afacerilor Europene a devenit Ministerul Afacerilor Europene, condus de ministrul Leonard Orban.

## Miniștrii integrării europene
- 28 decembrie 2000 — 27 noiembrie 2003 - Hildegard Carola Puwak, cu ocazia formării Guvernului Adrian Năstase[2]
- 27 noiembrie 2003 - 28 decembrie 2004 - Alexandru Fărcaș, cu ocazia formării Guvernului Adrian Năstase
- 29 decembrie 2004 — 22 august 2005 - Ene Dinga — cu ocazia formării Guvernului Calin Popescu-Tăriceanu[3]
- 22 august 2005 - 4 aprilie 2007 - Anca-Daniela Boagiu, cu ocazia formării Guvernului Calin Popescu-Tăriceanu